# Ulcerate
Ulcerate – nowozelandzki zespół death metalowy z Auckland.
Zespół powstał w 2000 r., w gronie założycieli znaleźli się Jamie Saint Merat, Michael Hoggard i Mark Seeney. Przez pierwsze lata używał nazwy Bloodwreath, uległa ona zmianie na aktualną wraz z nagraniem pierwszego dema (2003). W 2004 grupa wydała kolejną demówkę The Coming of Genocide. W 2006 Ulcerate podpisał kontrakt z Neurotic Records. W następnym roku ukazała się debiutancka płyta Of Fracture and Failure, dwa lata później drugi pełny album Everything is Fire. 25 stycznia 2011 zespół wydał kolejną, trzecią już w swoim dorobku płytę długogrającą pt. The Destroyers of All. W 2013 ukazał się kolejny album - Vermis, w 2016 Shrines of Paralysis a w 2020 Stare Into Death And Be Still.

## Muzycy

### Obecny skład zespołu
- Michael Hoggard - gitara elektryczna
- Paul Kelland - bas, wokale
- Jamie Saint Merat - perkusja

## Dyskografia
- Demo 2003 (2003, demo)
- The Coming of Genocide (2004, demo) - ponownie wydane w 2008 razem z poprzednim materiałem
- Of Fracture and Failure (2007)
- Everything is Fire (2009)
- The Destroyers of All (2011)
- Vermis (2013)
- Shrines of Paralysis (2016)
- Stare Into Death And Be Still (2020)
- Cutting the Throat of God (2024)